# Tsadic

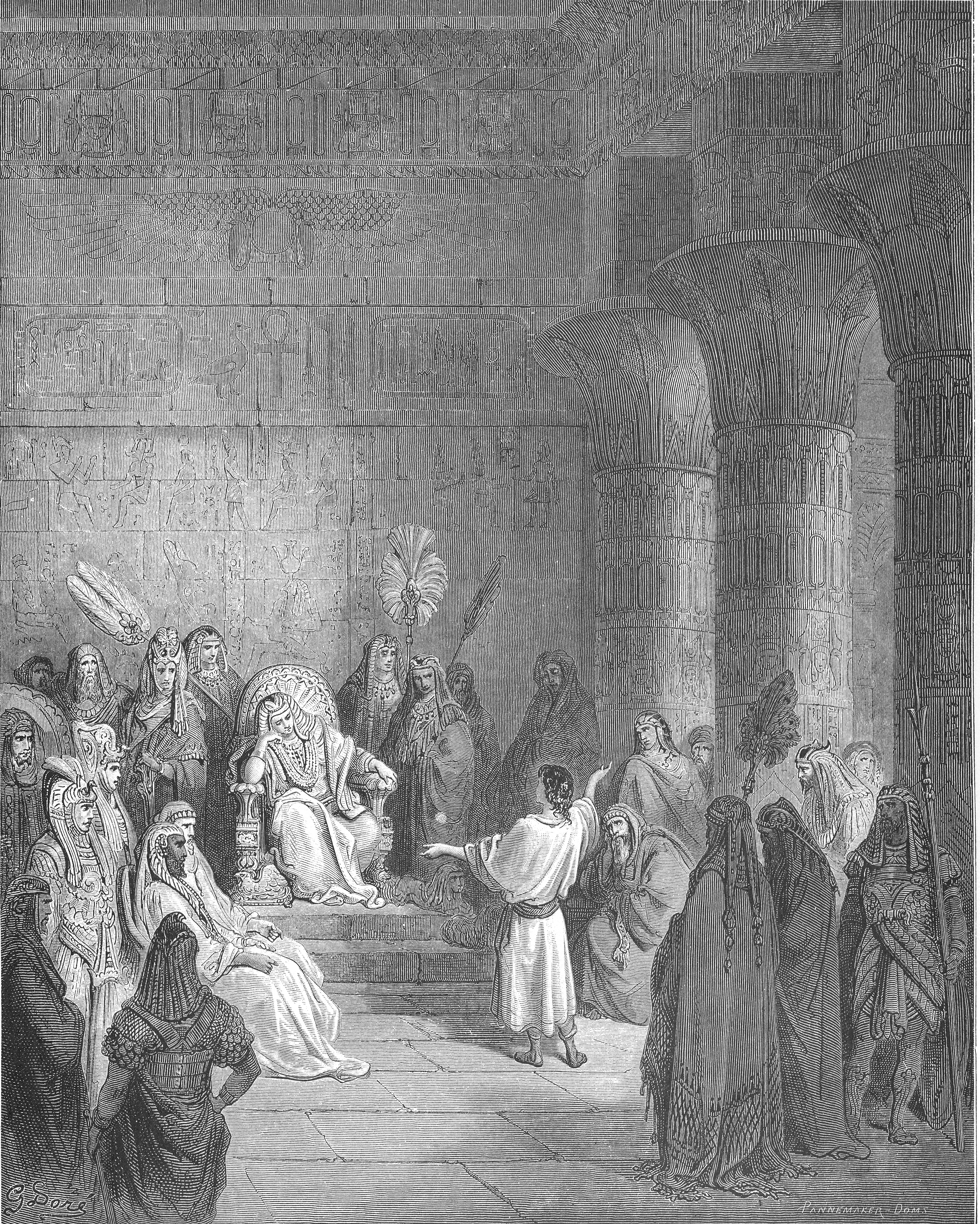
José interpreta o sonho do faraó. Das figuras bíblicas, José é chamado de Tzadic.

Tsadic, tzaddik ou tzadik (em hebraico:  צדיק, "justo"; pl. צדיקים tzadikim; pronuncia alternativa, tsaddiq) é um título dado geralmente a personalidades no Judaísmo Ortodoxo considerada santa, tal como um mestre espiritual ou rebe. A raiz da palavra tsadic, é tzedek(צדק), que significa justiça ou integridade, também a raiz de tzedakah ('caridade', literalmente 'retidão'). O termo feminino para uma pessoa justa é tzadeikas.
O termo tsadic "justo", e seus significados associados, desenvolveram no pensamento rabínico do seu contraste Talmudico com hasid (honorifico "piedoso"), para sua exploração na literatura ética, e sua espiritualização esotérica na Cabala.
Em árabe a palavra/nome ṣādiq (صادق), possui um significado similar. O título do romance satírico Zadig de Voltaire também vem dessa raiz.

## Características de umtsadic
No pensamento clássico judaico, há várias definições para um tsadic. De acordo com Maimonides (baseado na Dissertação Yevamot do Talmude Babilônico, 49b-50a): "Aquele cujo mérito supera a iniquidade é um tsadic". De acordo com o Tanya (baseado nas passagens do Tanakh e do Talmude), o verdadeiro título de tsadic só pode ser aplicado àquele que não somente nunca pecou, mas também tenha eliminado qualquer inclinação para cometer pecados.

### OTsadic Nistaroulamedvovnik
O Talmude diz que pelo menos 36 Tzadikim Nistarim -- tzadikim anônimos -- estão vivendo entre nós em alguns momentos. Eles são anônimos e é somente por causa deles que o mundo não é destruído. O Talmude e a Cabala oferecem várias idéias sobre a natureza e o papel desses 36 tzadikim.

### Milagreiros
Embora o estado de tsadic, de acordo com suas definições acima, não esteja necessariamente relacionado a habilidade de realizar ou invocar milagres, o termo tsadic é frequentemente usado livremente pelo Talmude para indicar aqueles que conseguiram piedade especialmente notável e santidade. Neste contexto, as orações dos tsadics são consideradas especialmente mais poderosas, como afirma o Talmude: "Um tsadic decreta e o Santo (bendito seja) realiza". Esta é a linha com o ditado talmúdico: Rabban Gamliel o filho do Rabi Judá haNasi costumava dizer: "Faça a vontade dEle sua própria vontade, que Ele faz sua vontade como a vontade dEle".
Em alguns contextos, as pessoas referem-se ao milagreiro piedoso como um tsadic. De acordo com Baal Shem Tov, diz-se que esta capacidade é alcançável para qualquer judeu. É dito que ele declarou que todo judeu tem o poder de atravessar um rio em cima de um lenço, através da conexão com sua alma (que é de origem divina).

### Tornando-se umtsadic
De acordo com a primeira definição acima, de que um tsadic é "aquele cujo mérito supera sua iniqüidade", qualquer pessoa pode alcançar este nível. De acordo com a definição do Tanya que um tsadic não possui inclinação para o mal, apenas um pequeno grupo predestinado pode atingir este nível.

## O relacionamento entre Deus e umtsadic
Baseado nos ensinamentos do Rabi Isaac Luria, de Baal Shem Tov e de Ohr ha-Chaim, o Rabi Shneur Zalman de Liadi ensinou no nome de Zohar que "Aquele que deu a vida ao homem, soprou de si mesmo". Portanto a alma vem da essência de Deus.